# Senen (Dżakarta Centralna)
Senen – dzielnica Dżakarty Centralnej. 

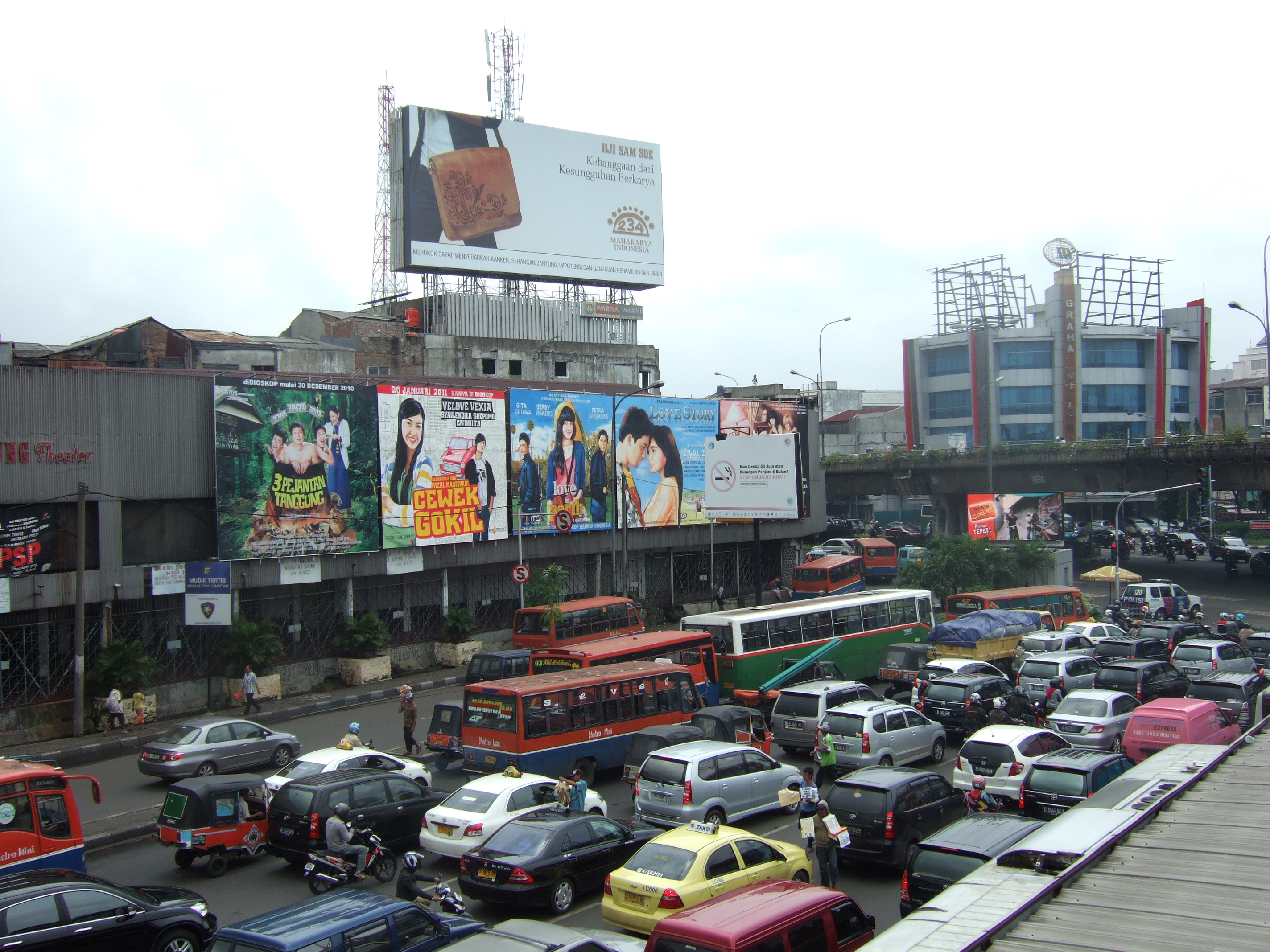
Widok na ulicę Kramat Bunder w Senen

## Podział
W skład dzielnicy wchodzi sześć gmin (kelurahan):
- Senen – kod pocztowy 10410
- Kwitang – kod pocztowy 10420
- Kenari – kod pocztowy 10430
- Paseban – kod pocztowy 10440
- Kramat – kod pocztowy 10450
- Bungur – kod pocztowy 10460